# Турбин, Владимир Николаевич
Турбин Владимир Николаевич (1927—1993) — русский литературовед, кандидат филологических наук, критик, доцент МГУ, член Союза писателей СССР.

## Биография
Родился в семье военного инженера в 1927 году в Харькове. Участвовал в Великой Отечественной войне, был контужен.
После демобилизации окончил филологический факультет МГУ (1950), ещё через три года — аспирантуру; защитил диссертацию «Некрасовские традиции в дооктябрьском творчестве Я. Коласа». С 1953 года — преподаватель кафедры истории русской литературы филфака МГУ. Работал в МГУ, читал лекции, вёл семинар, привлекающие большое число студентов. Славился блеском мысли, нестандартностью подхода. Своим учителем считал М. М. Бахтина.
В 1965 году поставил свою подпись под письмом профессоров и преподавателей МГУ, осуждавшим А. Д. Синявского. В 1991 году в «Литературной газете» опубликовал «Письмо в редакцию», обращаясь к Синявскому с просьбой простить его.
Член Союза писателей с 1967 года.
В основных трудах размышляет о жанрах: «Жанры правят миром. Не бытие определяет наше сознание, а жанр этого бытия». По мнению И. П. Золотусского в 1980-е годы Турбин «выступает в роли дразнителя нравов на страницах альманаха „Современная драматургия“. Он предаётся филологическим играм, как всегда, привлекая зрителя, читателя и подписчика. Живой ум В. Турбина легко обращается с идеями, он перебрасывает их, жонглирует ими, как актёр в цирке своими булавами и, веселя публику, забавляет её, заставляет иногда задуматься о серьёзных вещах». По словам критика, «В. Турбин часто перебарщивает, но ему можно простить: он делает это талантливо». В так и не защищённой докторской диссертации по роману «Евгений Онегин» рассматривает пушкинское произведение через призму сосуществования жанров.
С 1950 года печатался в «Комсомольской правде», «Литературной газете», «Литературной России», «Советской культуре» и в журналах «Аврора», «Дружба народов», «Знамя», «Искусство кино», «Новое время», «Новый мир», «Огонёк», «Октябрь», «Смена», «Юность». В 1960-е годы размещал критические обзоры в журнале «Молодая гвардия». Часть наследия Турбина опубликована посмертно. Работы Турбина переведены на многие иностранные языки.
Умер в 1993 году. Похоронен на Востряковском кладбище.

## Сочинения
- Товарищ время и товарищ искусство. — М., 1961
- Пушкин. Гоголь. Лермонтов. — М., 1978
- Герои Гоголя. — М., 1983
- Прощай, эпос? — М., 1990
- Незадолго до Водолея. — М., 1994
- «Exegi monumentum». — М., 1994
- Поэтика романа А. С. Пушкина «Евгений Онегин». — М., 1996

### Из воспоминаний
Турбинский семинар был уникален. Он мог бы стать научной школой. Не стал. Причина — в судьбе и личности самого Турбина. В начале шестидесятых молодой, перспективный преподаватель филфака МГУ, кандидат наук, член партии, выпустил книгу «Товарищ Время, товарищ Искусство». И началось: где и как только не прорабатывали, наконец секретарь ЦК КПСС академик Леонид Ильичёв разоблачил Турбина как… теоретика абстракционизма. Последствия не замедлили обнаружиться. Так что вывод, к которому уже много позже пришёл Турбин: «…пуще всего тоталитаризм боялся какой бы то ни было эстетической новизны: в новом теплятся искорки индивидуальной свободы» был проверен и на себе. Турбин учил искусству противостояния без меча. И свой метод у него был, весьма отличный от господствовавшего, да и по сей день существующего в литературоведении. Своеобразие его мышления заключалось, пожалуй, в труднообъяснимом сплаве логического и образного. Он исследовал текст художественного произведения, почти анатомически вычленяя некоторую структуру и в то же время столь эвристично осмысливая её, что возникающий эффект казался художественным. Впрочем, почему метод исследования художественного текста должен быть непременно антихудожественным?Ирина Карпенко
По воспоминаниям его учеников:
У Турбина был «бесподобный дар педагога.С. А. Митрохина
…он был… яркий, необычный человек… Атмосфера обожания своего учителя царила в лермонтовском семинаре, которым руководил Турбин. Мы старались изо всех сил, учились так усердно, как никогда раньше, — чтобы он был доволен, чтобы получить от него одобрение и похвалу…М. Л. Ремнева
Лермонтовский семинар Турбина «был… зоной умственной свободы, а Владимир Николаевич как никто умел освобождать наши головы и языки от штампов советского литературоведения 50-х.А. И. Журавлёва